# منتخب ألبانيا لكرة القدم الشاطئية
منتخب ألبانيا لكرة القدم الشاطئية  هو ممثل ألبانيا الرسمي في المنافسات الدولية في كرة القدم الشاطئية 
.